# Norton (Suffolk)
Pour les articles homonymes, voir Norton.
Norton est un village et une paroisse civile du Suffolk, en Angleterre.